# Biochora
Biochora – przestrzeń, którą zajmuje jedna, konkretna fitocenoza (zbiorowość).